# جوان ويفر
جوان ويفر (بالإنجليزية: Joanne Weaver)‏ هي لاعبة كرة قاعدة أمريكية، ولدت في 19 ديسمبر 1935 في متروبوليس في الولايات المتحدة، وتوفي بنفس المكان في 19 مارس 2000 بسبب تصلب جانبي ضموري.